# Carla Bartheel

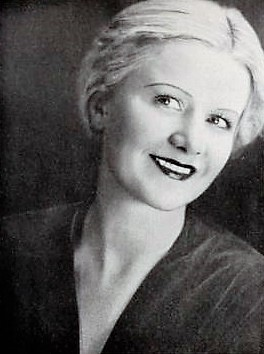
Carla Bartheel

Carla Bartheel, auch Karla geschrieben (* 5. Juli 1902 in Schwientochlowitz als Charlotte Franziska Johanna Barthel; † 28. Dezember 1983 in Berlin), war eine deutsche Schauspielerin, Fotografin und Autorin.

## Leben
Carla Bartheel erhielt Schauspiel- und Gesangsunterricht. Ein Herzfehler verhinderte die angestrebte Tänzerin-Laufbahn. 1926 gab sie mit der weiblichen Hauptrolle in Salto mortale ihr Filmdebüt. Carla Bartheel spielte nahezu durchgehend Nebenrollen, oftmals zänkisch-böse Frauen. Nebenbei fand sie Engagements an diversen Berliner Theatern, u. a. an den Barnowsky-Bühnen, und vervollkommnete bei einem Lehrer ihre Gesangsstimme (Sopran). Sie spielte unter anderem in Filmen wie Ein Mädel aus dem Volke (1927), Kinderseelen klagen euch an (1927), La storia di una piccola Parigina („Die Geschichte einer kleinen Pariserin“, 1928) und Der Hund von Baskerville (1929) mit.
1930 ging Carla Bartheel für drei deutsche Versionen amerikanischer Filme nach Hollywood. 1933 beendete die hellblonde Schauspielerin, die bereits in jungen Jahren auch als Rundfunksprecherin in Erscheinung getreten war, ihre wenig glanzvoll verlaufene Karriere mit der weiblichen Hauptrolle einer Amerikanerin in Franz Wenzlers Propagandafilm Hans Westmar (1933).
Zuletzt ohne Engagement, wechselte sie zum Beruf der Autorin. Seit Januar 1938 arbeitete sie offiziell als Bildberichterstatterin. In dieser Funktion bereiste sie unter anderem das nördliche Finnland und fotografierte Bilder zu ihrem Buch Abenteuer an der Eismeerstraße.
Sie war Mitglied des Verbandes deutscher Schriftsteller.

## Filmografie
- 1926: Salto Mortale
- 1927: Blutende Herzen (Addio Giovinezza!)
- 1927: Kinderseelen klagen euch an
- 1927: Der Fluch der Vererbung
- 1927: Der Sprung ins Glück
- 1927: Herkules Maier*
- 1927: Ein Mädel aus dem Volke
- 1928: Das Mädchen der Straße
- 1928: Der Ladenprinz
- 1928: Er geht rechts -- sie geht links
- 1928: Geschichten aus dem Wienerwald
- 1928: Modellhaus Crevette
- 1928: Das Geheimnis der Villa Saxenburg (Die weiße Sonate)
- 1928: Seine stärkste Waffe
- 1928: Unter der Laterne
- 1929: Die Halbwüchsigen
- 1929: Der Hund von Baskerville
- 1929: Jugendtragödie
- 1929: Katharina Knie
- 1929: Der Mann, der nicht liebt
- 1929: Sturm auf drei Herzen
- 1929: Das Land ohne Frauen
- 1929: Lux, der König der Verbrecher
- 1930: Der Tanz geht weiter
- 1930: Die Maske fällt
- 1930: Dämon des Meeres
- 1931: Kinder vor Gericht
- 1932: Eine Stadt steht kopf
- 1933: Schüsse an der Grenze
- 1933: Hans Westmar

## Werke
- Abenteuer an der Eismeerstraße. Franckh’sche, Stuttgart 1939
- Unter Sinai-Beduinen und Mönchen. Eine Reise. Limpert, Berlin 1943